# الحرس الحديدي

يوسف رشاد طبيب الملك

تم إنشاء الحرس الحديدي على يد يوسف رشاد بأمر من الملك فاروق وضم إليه قيادات من الجيش المصري وكان أشهرهم الرئيس المصري السابق محمد أنور السادات. وقال الفريق سعد الدين الشاذلي أنّه وراء اغتيال أمين عثمان. في 15 نوفمبر عام 1943 وقع حادث القصاصين، ويومها تحديدا ولد أخطر تنظيم سري مسلح تابع للملك فاروق وهو تنظيم الحرس الحديدي، ينسب إلى التنظيم قتل أمين عثمان وزير المالية في حكومة الوفد ومحاولة اغتيال مصطفى النحاس زعيم الوفد وعمليات أخرى كثيرة.وقد مثّل ذلك التنظيم ذروة العنف السلطوي تجاه المعارضة والمخالفين في الرأي والذي وصل الي حد القتل تحت زعم شرعية الولاء للملك.

## بداية التنظيم

### أربيرت هايم والحرس الحديدي
أرجع بعض المؤلفين تأسيس الحرس الحديدي لأربيرت هايم (بالألمانية[ ؟ ] : Aribert Heim) الضابط الطبيب والكادر الألماني النازي النشط ورئيس محطة الخدمة السرية الخارجية الألمانية في مصر خلال ثلاثينيات القرن العشرين ومنهم مايلز كوبلاند باعتباره المنافس الاستخباراتي الأمريكي لأربيرت هايم الذي تولى آنذاك رئاسة محطة الخدمة السرية الخارجية الأمريكية بمصر، فوصف جمعية الحرس الحديدي في كتابه الشهير «لعبة الأمم» بأنها «كانت أهم القواعد الثابتة المؤهلة لدعم وتلبية احتياجات أكبر المحطات الخارجية الألمانية وأهم السواتر الصالحة لتغطية مجمل أنشطة تلك المحطة».
ومن الملاحظ نشوء مجموعة بنفس التسمية - الحرس الحديدي - في فلسطين وزي أفرادها كان نسخة مطابقة للزي الألماني النازي مثل صورة عارف عبد الرازق أحد قادة المقاومة الفلسطينية عام 1936. كما تواجدت مجموعة باسم الحرس الحديدي للزعيم الأسبانى الراحل فرانشسكو فرانكو وهو كان مدعوما بقوة من ألمانيا النازية. كما أرجع البعض نشوء الحرس الحديدي كمحاكاة لتنظيم الحرس الفولاذي أو الحديدي الحرس الفولاذي [الإنجليزية] الذي أنشأه الملك كارول ملك رومانيا في ذلك الوقت لحمايته والنيل من خصومه ومعروف أن رومانيا كانت أحد حلفاء ألمانيا.

### الملك فاروق والحرس الحديدي
كانت حادث القصاصين البداية بعد عام و9 أشهر من الضربة القاصمة التي تلقاها الملك فاروق عندما حاصرت الدبابات البريطانية قصره في 4 فبراير لتجبره علي تكليف مصطفى النحاس برئاسة الحكومة، نظرا لما يتمتع به من شعبية، لقد شعر الملك فاروق وقتها أن عرش مصر يهتز وأنه تحول الي مجرد صورة بدون أي تأثير في السياسة المصرية.
يروي كريم ثابت مستشار الملك الصحفي في مذكراته في أن فاروق كان يقود سيارته بسرعة جنونية في طريقه الي الإسماعيلية عندما اصطدمت سيارته في لوري تابع للجيش البريطاني وأصيب الملك باصابات بالغة، وعلي الفور نقل فاروق الي المستشفي العسكري في الإسماعيلية وتم اسعافه وخضع لعلاج شامل وجيد، وقد أعجب الملك بطبيب وضابط من سلاح البحرية كان يقوم بعلاجه اسمه يوسف رشاد، وقد أمر بنقله للعمل في القصر ومعه زوجته الفاتنة ناهد رشاد التي كانت تنحدر من أصول تركية.
يعتقد أن إنشاء التنظيم تم خلال الأسابيع الأولي من عام 1944 علي الارجح وقد ذكر سيد جاد أحد أعضاء التنظيم في مذكراته التي حملت اسم (الحرس الحديدي) " أن الملك فاروق فاتح يوسف رشاد في إنشاء تنظيم من الضباط المخلصين للملك وأن (رشاد) أجاب بالترحيب وأن الملك أخبره أن ذلك الإخلاص سيقودهم الي حد القتل، وأنه وافق بعد أن استشار أصدقاءه الضباط الذين يسهرون عنده بشكل منتظم، وكان ليوسف رشاد في ذلك الوقت ستة أصدقاء يدعوهم أحيانا للسهر في منزله، أربعة منهم من صغار ضباط الجيش، والخامس ضابط مطافئ وقد كلفهم الملك باغتيال مصطفي النحاس زعيم الوفد وأمين عثمان وزير المالية في حكومة الوفد.

## محاولة اغتيال النحاس
أحضر افراد الحرس الحديدي سيارة سوداء من المطافيء وانطلقوا نحو منزل مصطفى النحاس باشا وعندما شاهدهم الحرس يقتربون اطلقوا عليهم النار وأصيب عدد من أفراد الحرس وفر الجناة، وفي المساء علم فاروق ان المحاولة فشلت فاتصل بيوسف رشاد ووبخه، وبعد أيام قليلة من الحادث أحضر أعضاء الحرس الحديدي سيارة أخرى حملوها بالديناميت وقادها مصطفي كمال صدقي وتركوها امام منزل النحاس باشا فانفجرت بعد ربع ساعة وأصابت شظاياها غرفة نوم الرجل وشاء الله ألا يصاب بأذي، حتي ان العامة اعتبروا النحاس وقتها مشمولاً بحماية الله.
وقد قبض علي مصطفي كمال صدقي أحد قادة التنظيم في محاولة اغتيال النحاس باشا وحصل علي البراءة لعدم كفاية الادلة، وكتب الكاتب والشاعر مأمون الشناوي سلسلة مقالات هاجم فيها (صدقي)، واعتبره عميلا مأجورا يعمل لقتل الوطنيين لصالح جهات مجهولة، ويحاول سيد جاد أحد أعضاء الحرس الحديدي في مذكراته التي أصدرتها الدار المصرية اللبنانية عام 1993 غسيل سمعة الحرس الحديدي وتصوير مهامها ب (الوطنية)، فيدعي ّ أن محاولات اغتيال النحاس باشا كانت مسرحية من الحرس وأنهم لم يكن في نيتهم قتل الزعيم وأنما مجرد القيام بالمحاولة لارضاء الملك، ويشير الي أن الحرس الحديدي كان يعقد (محاكمة) غير رسمية لكل شخص يصدر قرارا باغتياله وأنهم كانوا ينوون ذلك إذا تمت ادانته في محاكمتهم.

## العمليات
وقد حاول التنظيم قتل رفيق الطرزي، أحد قيادات الوفد الشابة فقد جاءت بتكليف من الملك لأنه أحضر رجالا مسلحين من عزبة والده حفني باشا الطرزي لحماية منزل النحاس وأصيب الطرزي بـ 24 رصاصة ونجا من الموت بأعجوبة.
لاحقا قام أعضاء الحرس الحديدي بعدة عمليات لقتل وارهاب شخصيات سياسية وغير سياسية لصالح الملك، وكانت التكليفات تأتي مباشرة من يوسف رشاد وأحيانا من زوجته ناهد رشاد التي يصفها سيد جاد في مذكراته ب (الملكة الفاتنة)، ويعتقد الرجل ان تلك السيدة الطموحة كانت تحكم مصر بشكل غير مباشر من خلال التأثير علي الملك، وقد لجأ الحرس الحديدي الي عمليات قتل لعساكر بريطانيين لرسم نوع من المسحة الوطنية علي اعمالهم وكانوا يبلغون بها الملك فيثني عليهم، وحاول أعضاء التنظيم قتل ايزيفتش -يوغسلافي الجنسية- وصاحب مقهي شهير بميدان التحرير، لمساعدته الشيوعيين المصريين، وقد استطاع الهرب.
وقد فكر أعضاء التنظيم في حيلة جديدة للقتل دون استخدام الرصاص فكان أن لجأوا الي حمل دبابيس صغيرة مغموسة في السم وشك الاشخاص المراد اغتيالهم بها في طريق سيرهم، ثم الاعتذار بأدب جم وهو ما نفذوه بالفعل مع عدد محدود من الجنود الإنجليز.
وكانت تتوالي علي الحرس الحديدي (قائمة الخضار) كما كانوا يسمونها وكانت تأتي أولا بأول بأسماء من تريد السراي تصفيتهم جسديا حتي ورد اسم محمد نجيب وحسن البنا وغيرهما، وكانت العلاقة بين الحرس الحديدي وقسم البوليس السياسي في منتهي السوء، لأنهم لم يكونوا يريدون لأي مجموعة أخرى أن تسيطر، واستطاع الحرس الحديدي تجنيد النساء في صفوفه، وكانت تشرف علي أعمالهن ناهد رشاد، وبدأت الصحف تكتب عن العربة السوداء التي تحكم مصر.
وقد أوكلت الي التنظيم عدة مهام كان من بينها تهريب حسين توفيق قاتل أمين عثمان علي ظهر مركب، وقد شاركت عناصر من جماعة الاخوان المسلمين في تهريب الرجل، كما تم تكليفهم باغتيال محمد شعراوي باشا أحد الاثرياء، وكلفوا باحضار الملكة نازلي أم الملك فاروق من أمريكا بعد أن سافرت ضد ارادة ابنها وقامت بتزويج ابنتها من مسيحي، فضلا عن عمليات اخري لم تنجح أيا منها.
وقد انقلب التنظيم علي الملك نهاية الاربعينيات بعد أن طلب منهم قتل حسن البنا مرشد جماعة الاخوان وقام بعضهم بابلاغ البنا، فعهد الملك الي تنظيم آخر في الداخلية اغتيال الرجل ونجح، بعدها ساءت العلاقات بين التنظيم والملك وعرض مصطفي كمال صدقي عدة مرات علي أفراد التنظيم اغتيال الملك نفسه بدعوي (انه مجنون وأرعن ويقود الوطن نحو الهاوية).
واتجه عدد من أعضاء التنظيم الي الانضمام الي الضباط الاحرار وابتعد البعض الآخر، ويبدو أن التنظيم كان عشوائيا يضم عناصر ليس لها خبرة وتتسم بالجنون والتطرف، لذا فإن معظم عملياتهم لم تلق نجاحا يذكر، كما أن اختلاف أفكار أعضاء التنظيم أدي الي اهتزاز عملياتهم وتحولهم الي (مرتزقة) يقتلون نظير المال.
ويعرض سيد جاد لأهم عناصر التنظيم والتي تضم خالد فوزي: ضابط بالجيش، هوائي متقلب المزاج ومهتز الشخصية، يوسف حبيب: أحد الذين قاموا بالتدريس في الكلية الحربية وكان صديقا مقربا من يوسف رشاد وكان شجاعا بتطرف شديد، أما مصطفي كمال صدقي فقد كان شخصية شديدة الغرابة ومتطرفا بشكل كبير ويحب العنف والدماء، وكان مدمنا للخمر وقد تزوج فيما بعد الراقصة الشهيرة تحية كاريوكا ودخل المصحة النفسية بعد الثورة ومات بها، ويمكن القول أن الطبيب يوسف رشاد كان القائد المدبر ومتلقي التكليفات من الملك وكان مغامرا مهتما بأناقته وترفه ومحبا للمال، أما زوجته فتوصف دائما بأنها الملكة السرية لمصر خلال ذلك الوقت وكانت جميلة جدا شقراء ذات أصول تركية وشديدة الذكاء حتي أنها سيطرت علي الملك سيطرة شبه كاملة، وهناك الضابط حسن فهمي عبد المجيد الذي يصفه سيد جاد بانه معتدل في كل شيء حتي القتل، بالإضافة لعبد الرؤوف نور الدين الذي كان حادا وعنيفا الي أبعد الحدود، وعبد الله صادق الضابط بالشرطة والذي كان بمثابة همزة وصل بين الحرس الحديدي ويوسف رشاد.
ومن الشخصيات الاخري التي ارتبطت بالتنظيم شخصية بهجت بك علي وهو سفير مصر في ليبيا، وكان يتاجر في المسدسات وكان يمد التنظيم بالأحدث منها، كذلك فقد كان مصطفي المراغي وزير الداخلية في ذلك الوقت علي علاقة مباشرة بالتنظيم لتسهيل أعماله ومساعدتهم علي الهرب وهو شخصية انتهازية لم تكن لها بصمات تذكر في تاريخ مصر قبل 1952.
والواضح أن تنظيم الحرس الحديدي كان يضم أشخاصا آخرين لهم علاقات وطيدة بيوسف وناهد رشاد كان أبرزهم أنور السادات وحسن التهامي ومحمد إبراهيم كامل.
لقد تميزت التنظيمات المسلحة قبل 1952 بوجود علاقات ترابط، حتي أن السادات نفسه يعترف صراحة في (البحث عن الذات) بضلوعه في اغتيال أمين عثمان ومشاركة تنظيم الحرس الحديدي في المحاولة الثانية لاغتيال النحاس باشا، كما يذكر محمد إبراهيم كامل في مذكراته انه كان عضوا بمجموعة وطنية لتصفية السياسيين الموالين للإنجليز وكان السادات عضوا بها.

## الانهيار
ويبدو أن الملك فاروق قد أنشأ تنظيما آخر من ضباط الشرطة بقيادة الاميرلاي محمد وصفي وعهد اليه تصفية مصطفي كمال صدقي أحد أفراد التنظيم وتربص كل منهما بالآخر، إلا أن قيام ثورة يوليو أوقف شلالات الدم بينهما، ومما يذكر أن تنظيم وصفي الذي قتل حسن البنا في فبراير 1949 نجح أيضا في اغتيال عبد القادر طه أحد أعضاء الحرس الحديدي في ذلك الوقت.
وقد أعلن عن وفاة التنظيم بعد قيام ثورة يوليو، وكان مما ساء سيد جاد أن معظم أفراد التنظيم تغيروا وتلونوا لمواكبة الأحداث الجديدة، فحسن عبد المجيد وخالد فوزي انقلبا الي دعاة للثورة وتم تعيينهما فيما بعد سفرين لمصر بالخارج، ومصطفي كمال صدقي أصبح مناصرا متطرفا ثم انقلب علي الثورة وحوكم بتهمة محاولة قلب نظام الحكم، وتزوج تحية كاريوكا ثم مات في احدي المصحات النفسية، وانزوي يوسف حبيب فريدا منعزلا عن الجميع، أما سيد جاد نفسه فقبع في السجن عدة شهور وعندما خرج حاول كشف حقيقة التنظيم والدفاع عنه من خلال كتاب أسماه (شريد العاصفة) إلا أن زكريا محيي الدين وزير الداخلية في ذلك الوقت منع الكتاب، ثم عمل بالمحاماة فترة وجيزة ولم يحقق نجاحا واعتزل السياسة.

## مواضيع ذات صلة
- الملك فاروق.
- مصطفى النحاس.
- أمين عثمان.
- حسن البنا.
- محمود فهمي النقراشي.

## وصلات خارجية
- شاهد على العصر - حلقة الفريق سعد الدين الشاذلي - الجزء الأول. على يوتيوب
- شاهد علي العصر - حلقة السيد جمال حماد. على يوتيوب
- الحرس الحديدى: كيف كان الملك فاروق يتخلص من خصومه.